# Josef Duchač
Josef Duchač (ur. 19 lutego 1938 w Bad Schlag) – niemiecki polityk i inżynier, w latach 1990–1992 premier Turyngii.

## Życiorys
Urodził się w Czechosłowacji w rodzinie Niemców sudeckich. Studiował inżynierię chemiczną, w 1973 uzyskał dyplom inżyniera. Do 1990 pracował w zawodzie inżyniera, był m.in. kierownikiem w fabryce w Waltershausen. Od 1959 należał do działającej w NRD koncesjonowanej Unii Chrześcijańsko-Demokratycznej, od 1989 był jej przewodniczącym w powiecie Gotha i członkiem zarządu krajowego w Turyngii. Po zjednoczeniu Niemiec został członkiem CDU. W 1990 uzyskał mandat posła do landtagu. W tym samym roku został pierwszym po przemianach politycznych premierem Turyngii w ramach koalicji chadeków z Wolną Partią Demokratyczną. Ustąpił w 1992 po pojawieniu się wobec niego podejrzeń co do współpracy ze Stasi. Zrezygnował następnie również z mandatu w krajowym parlamencie. Do 2002 pracował w Fundacji Konrada Adenauera, kierując jej przedstawicielstwami w Portugalii, w Rosji i na Węgrzech.

## Odznaczenia
W 2005 odznaczony Orderem Zasługi Republiki Turyngii.